# Гринник Олена Іванівна
Олена Іванівна Гринник (25 липня 1943, с. Росоховата Іллінецького району Вінницької області) — українська поетеса, радіожурналістка і громадсько-культурницька діячка.

## Життєпис
Народилася в багатодітній родині селян. Закінчила Київський державний інститут культури за фахом бібліотекар-бібліограф (1969).
Мешкала у Вінниці, від 1990 — у Севастополі, де працювала в Управлінні виховної роботи Військово-морських сил України.
Від 1996 — в Українському культурно-інформаційному центрі, при якому створила українську бібліотеку; від 1999 вчителювала.
Упродовж шести років на радіо «Бриз» вела українською мовою авторську програму для дітей «Ластів'ятко», що в 2000 р. стала лауреатом Всеукраїнського фестивалю телерадіопрограм «Калинові острови».
У 2013, після смерті чоловіка, повернулась на Вінниччину у місто Гайсин.

## Громадсько-культурницька дільність
Разом із Севастопольською організацією товариства «Просвіта» започаткувала міський шевченківський конкурс декламаторів, 1998 — першу радіопрограму для дітей українською мовою «Ластів'ятко». 
Заснувала відділення Всеукраїнського жіночого товариства імені Олени Теліги. 

## Поетична творчість
Пише вірші (переважно зразки громадян. лірики), пісні, гуморески. 
Авторка збірок:
- «Моя Україна — любов і тривога»,
- «Три журавлики» (обидві — 2003),
- «Дух Свободи» (2005; усі — Севастополь),
- «Сонце – мій знак»,
- «Струни палкого серця»,
- «Із Франкової криниці»,
- «Слава Богу співаймо»,
- «Чорноморська хвиля»,
- «Поспішаймо роботи добро»,
- «Кобзарева пісня»,
- «Шкільні роки незабутні».

Її вірші ввійшли до колективних збірок «Українська поезія в Італії» (вип. 1,4,8), «Севастопольські проліски» (1999р.), «Пісня над морем», «Мариністика міжнародна».
Для її поезії характерні щирість, героїко-романтична піднесеність, вольові інтонації, публіцистичний струмінь. Низку власних віршів поклала на музику.

## Відзнаки
- Дипломат Міжнародного конкурсу в Італії «Поезія миру – 98».